# Vällingby Allé

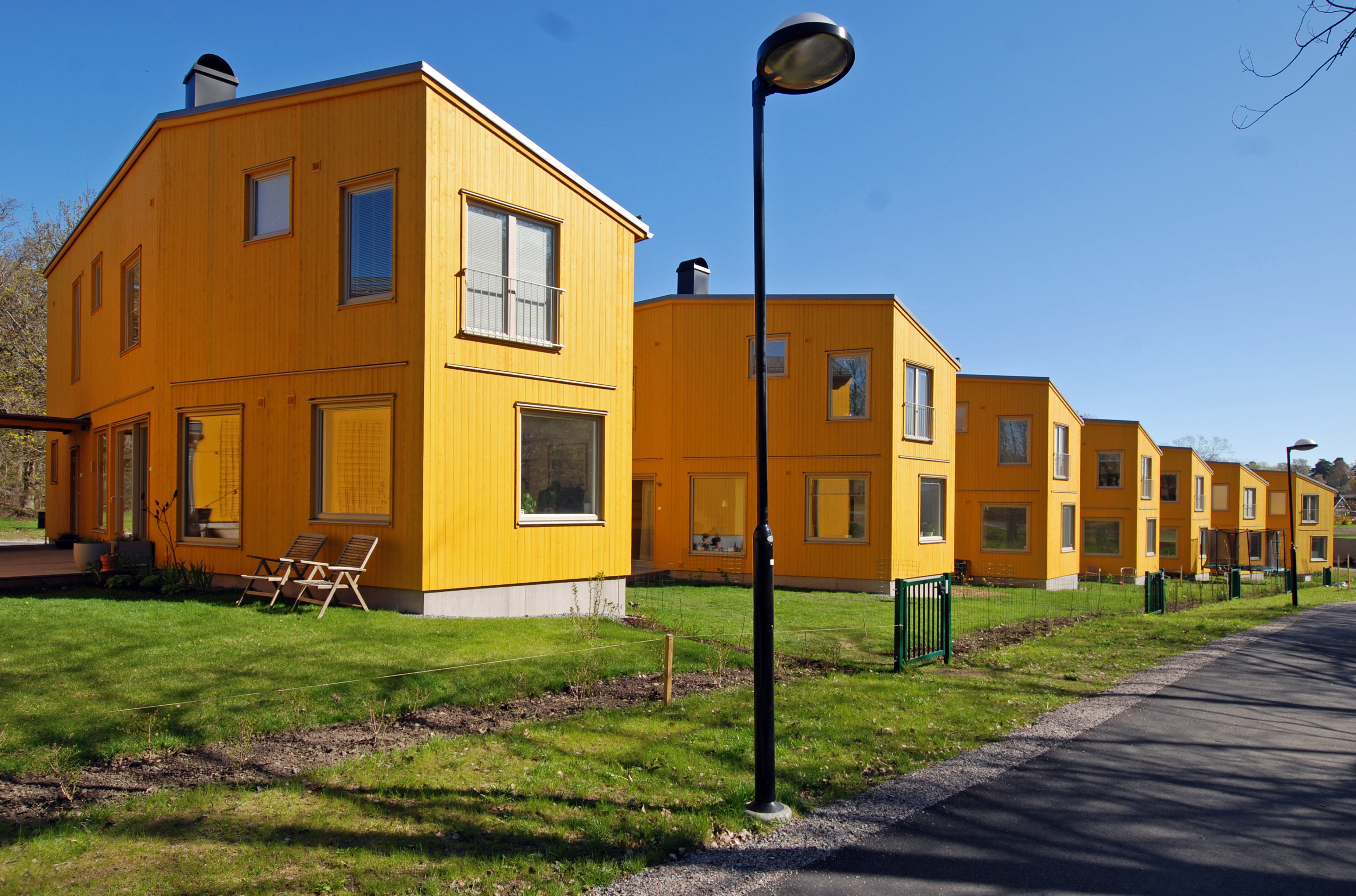
Vällingby Allé, gula husen, maj 2018.

Vällingby Allé kallas ett kedjehusområde vid Strömsundsgatan i stadsdelen Vällingby i nordvästra Stockholm. Husen i kvarteret Faxen färdigställdes år 2017 och nominerades till arkitekturtävlingen Årets Stockholmsbyggnad 2018.

## Beskrivning

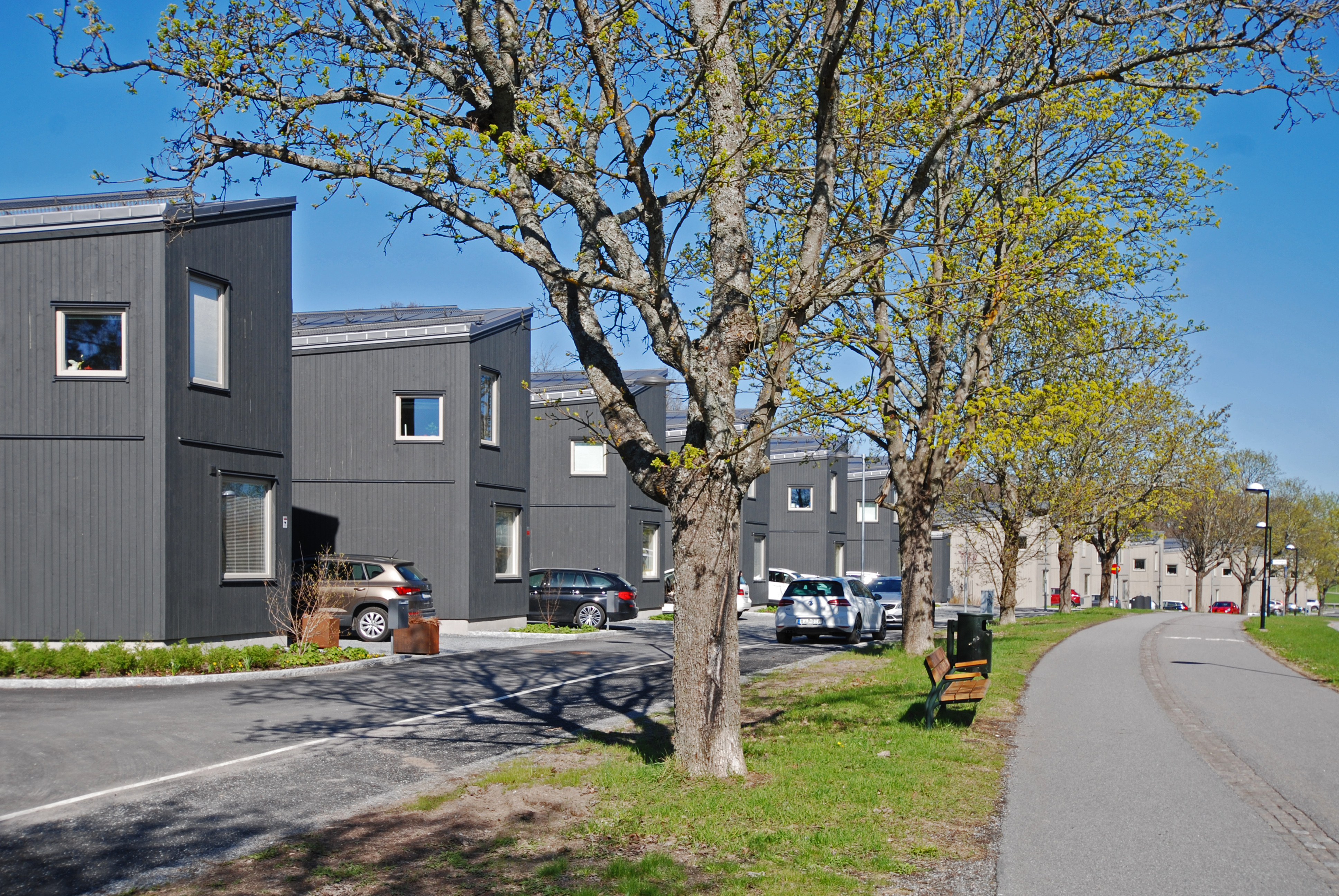
Svarta och gråa husen, maj 2018.

Söder om cirkulationsplatsen mellan Vällingbyvägen och Råckstavägen fanns ett obebyggt trafikområde som genom en detaljplaneändring 2014 blev platsen för bostadsområdet ”Vällingby Allé”. Den nyanlagda Strömsundsgatan utgör lokalgata för 27 kedjehus som stod inflyttningsklara år 2017. Husen ligger tätt inpå Strömsundsgatan för att spara så stor del som möjligt av parkmarken innanför. Även befintliga alléträd integrerades i nybebyggelsen. I söder begränsas tomten av en parkväg.
Markanvisningen gick till entreprenören Åke Sundvall Byggnads som anlitade arkitektkontoret Joliark för utformningen. Husen är smala med rombliknande planform. Varje hus har två våningar och en bostadsyta på 128 m². Husen har pulpettak med plats för solceller. Mellan husen finns ett förråd som skapar utrymme för parkering (mot gatan) respektive uteplats (mot parken). Fasaderna består av stående träpanel. Husen avfärgades gruppvis i tre kulörer: längst i norr gult, i mitten varmgrått och i söder svart.
Vällingby Allé är ett av tio nya byggprojekt i Stockholms kommun som nominerades till Årets Stockholmsbyggnad 2018. Juryns kommentar:
| ” | Projektet har trots den lilla skalan och sin vardaglighet skapat en egen form och identitet. En fin hantering av färg och skala skapar med små medel en originalitet. Projektet sticker ut samtidigt som det smälter in och har fångat karaktären från omgivningen. | „ |

## Bilder

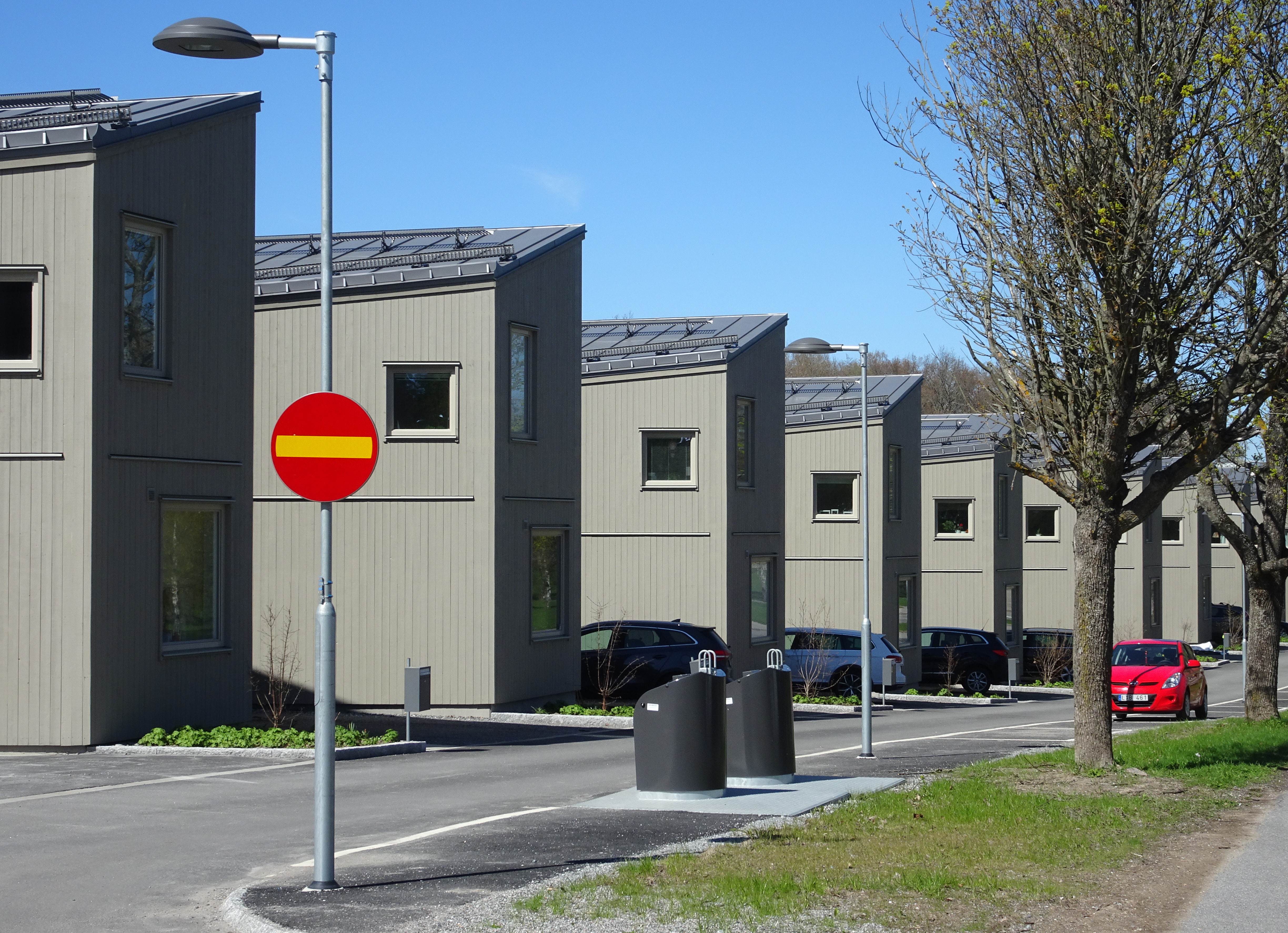
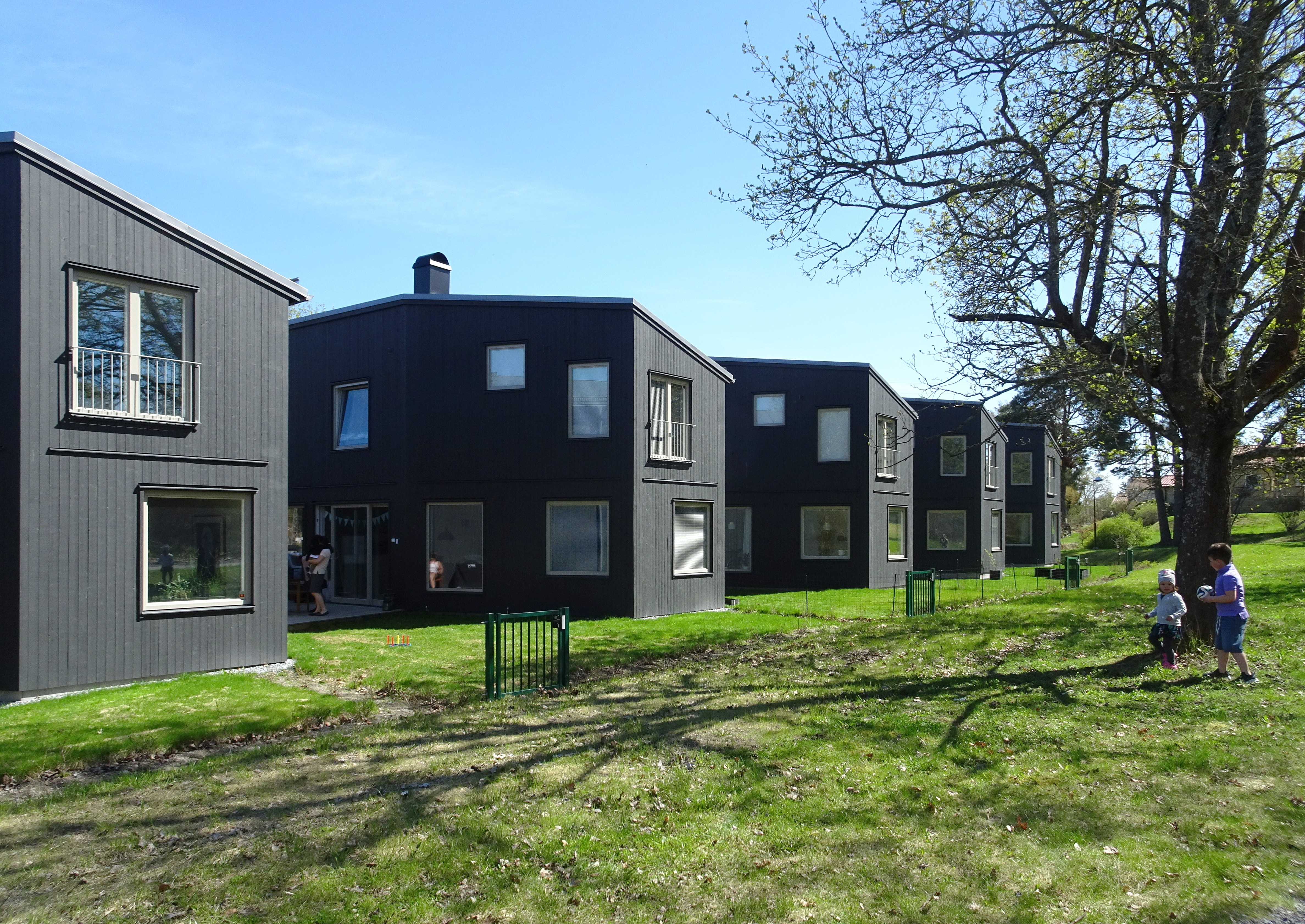
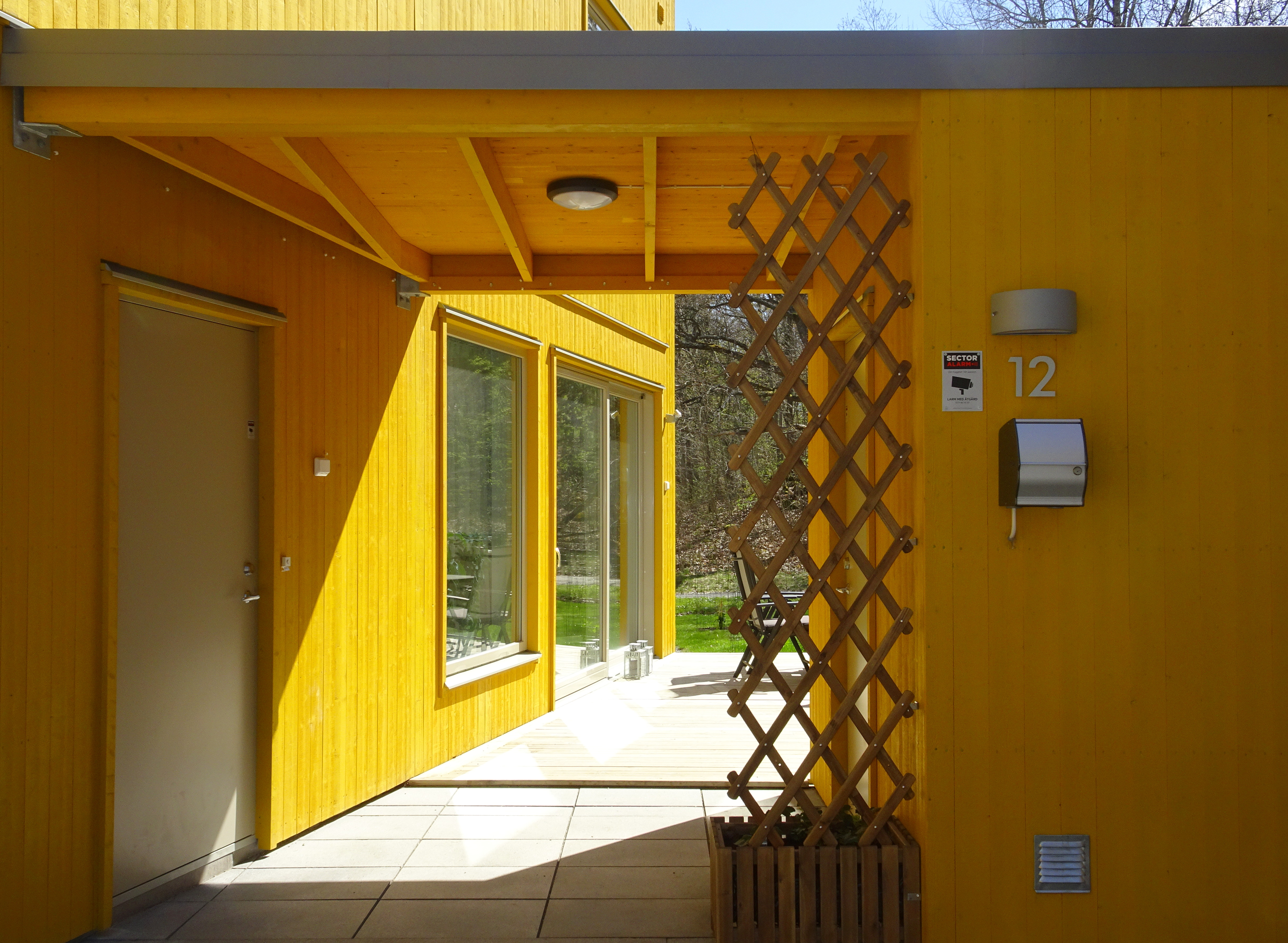
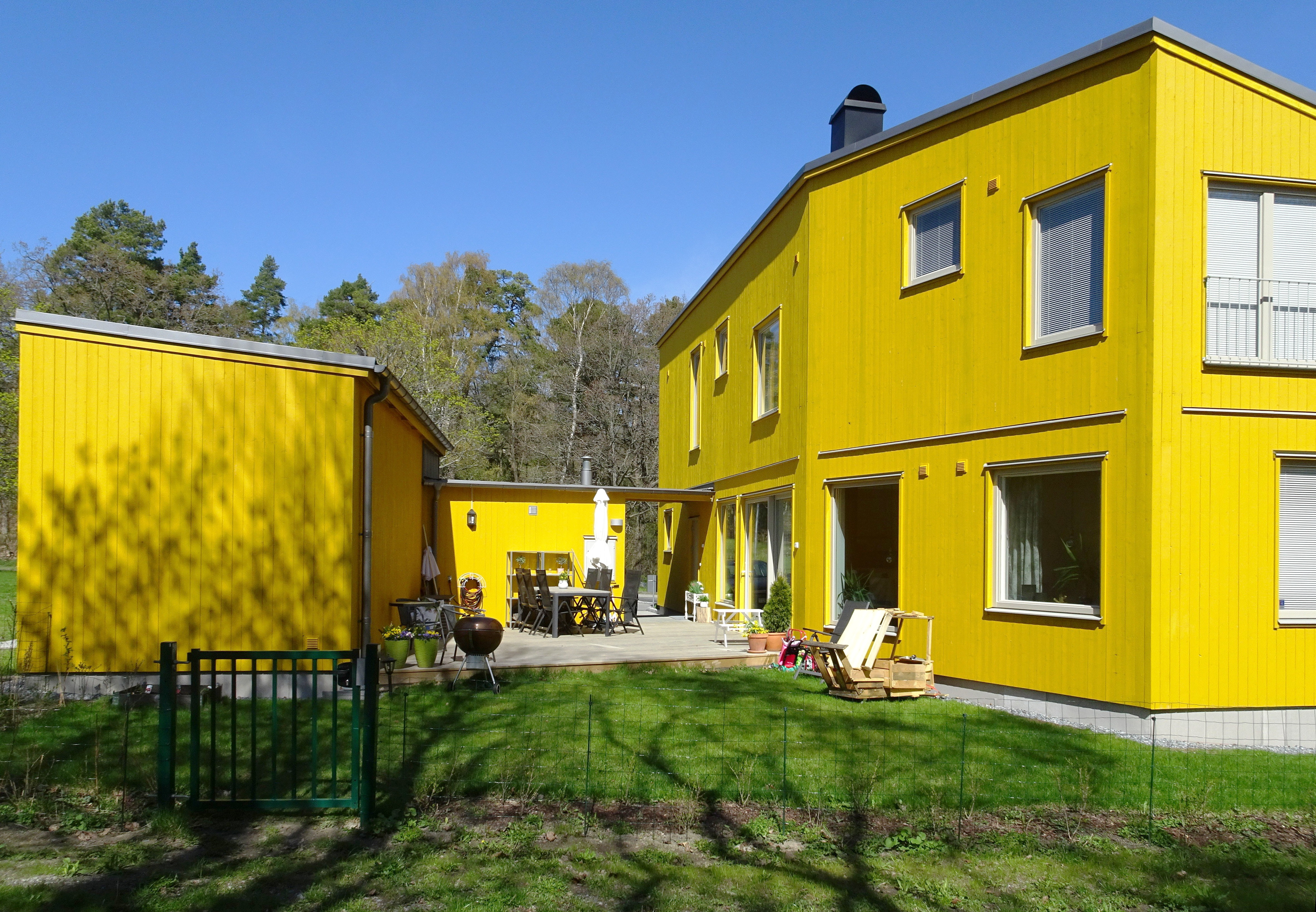